# Sophronica antenigra
Sophronica antenigra là một loài bọ cánh cứng trong họ Cerambycidae.